# Microcoelia moreauae
Microcoelia moreauae är en orkidéart som beskrevs av Lars Jonsson. Microcoelia moreauae ingår i släktet Microcoelia och familjen orkidéer. Inga underarter finns listade i Catalogue of Life.